# Rumina (gastéropode)
Genre
Rumina est un genre d'escargots prédateurs de taille moyenne appartenant à la famille des Achatinidae.
Il est le genre type de la sous-famille des Rumininae.

## Espèces
Le genre Rumina comprend les espèces suivantes :
- Rumina decollata (Linnaeus, 1758), le bulime tronqué

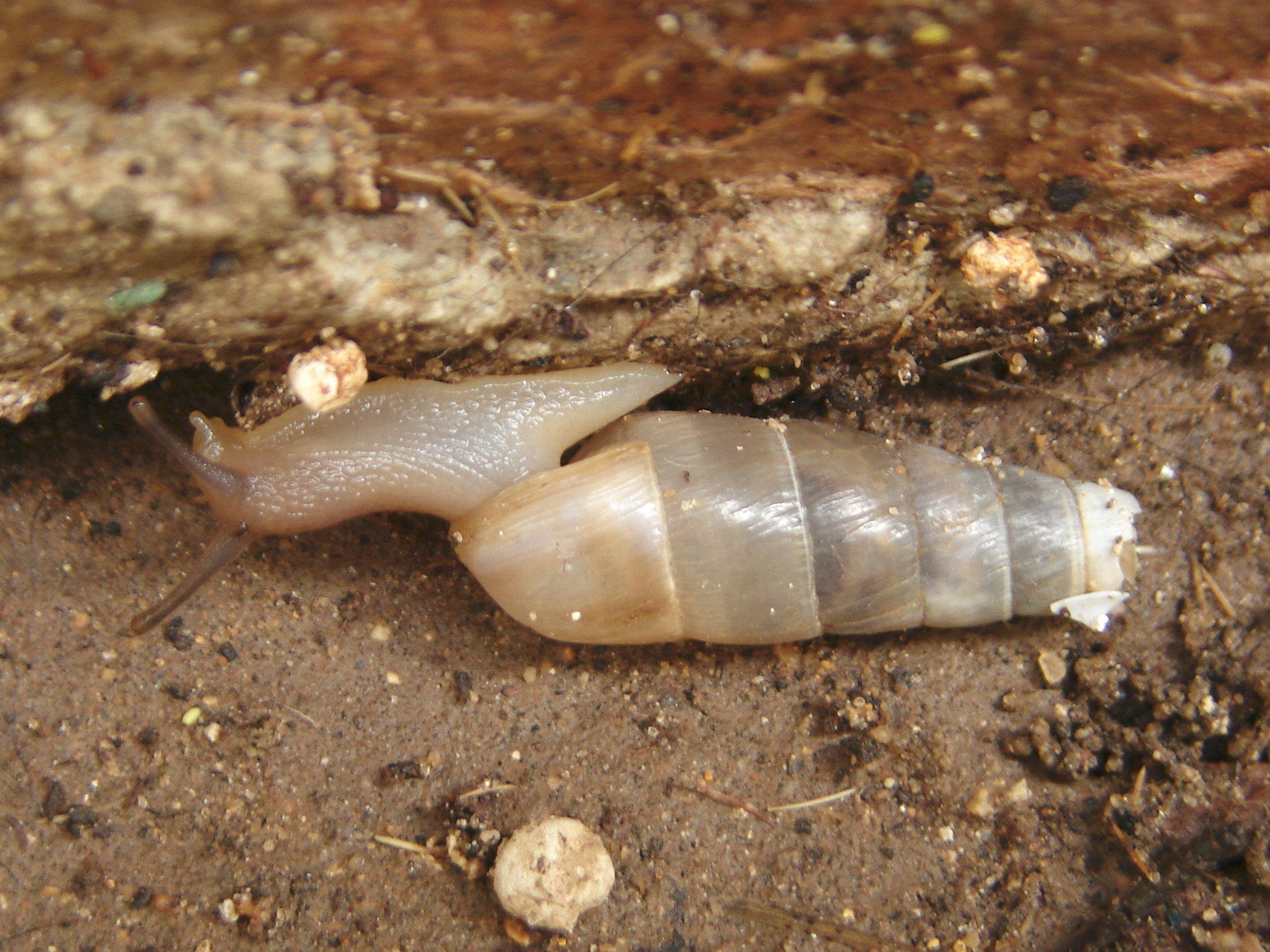
Rumina saharica.

- Rumina paviae (Lowe, 1861)[4]
- Rumina saharica (Pallary, 1901)[4]